# 생초콜릿

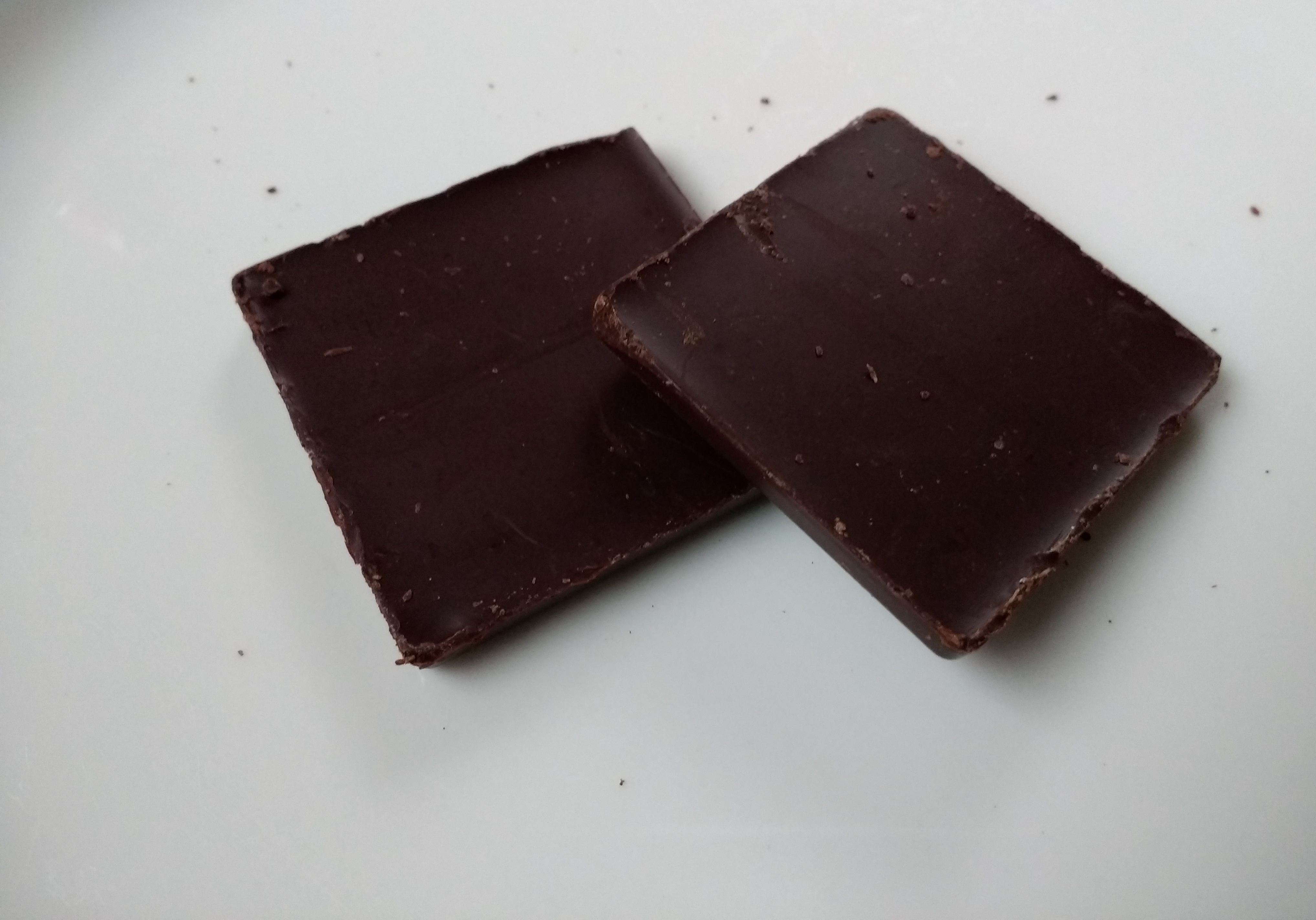
생초콜릿

생초콜릿(生chocolate)은 볶지 않은 카카오콩으로 만든 초콜릿이다. 유제품을 넣지 않아, 비건채식 제품인 경우가 많다.

## 같이 보기
- 다크 초콜릿